# Charles Kerruish
Sir Henry Charles Kerruish, Kt, OBE (* 23. Juli 1917 in Ballafayle, Maughold, Isle of Man; † 23. Juli 2003 in Strang, Braddan, Isle of Man) war ein britischer Politiker auf der Isle of Man, der unter anderem von 1946 bis 2000 54 Jahre lang Mitglied des Parlaments (Tynwald) war. Er war zudem zwischen 1961 und 1967 als Vorsitzender des Exekutivrates (Chairmen of the Executive Council) erster Regierungschef der Isle of Man.

## Leben
Henry Charles Kerruish war nach dem Besuch der 1681 gegründeten Ramsey Grammar School in Ramsey als Landwirt tätig und engagierte sich in zahlreichen Organisationen udd Vereinigungen. Er wurde als Parteiloser 1946 erstmals Mitglied des House of Keys, des Unterhauses des Parlaments (Tynwald), und gehörte diesem für den Wahlkreis Garff nach seinen darauf folgenden Wiederwahlen 44 Jahre lang bis 1990 an, wobei er sich bei seiner letzten Wahl am 27. November 1986 mit 1113 Stimmen gegenüber dem damaligen Regierungschef Edgar Mann durchsetzen konnte, auf den 889 Stimmen fielen. Er gehörte zwischen 1955 und 1966 als Mitglied dem Exekutivrat (Executive Council) an, der Regierung der Isle of Man, und war während dieser Zeit Vorsitzender der Gesundheitsbehörde (Health Services Board).
1961 wurde er Vorsitzender des Exekutivrates (Chairmen of the Executive Council) und damit erster Regierungschef der Isle of Man. Er bekleidete dieses Amt bis Februar 1967 und wurde daraufhin von Norman Crowe abgelöst. Zugleich wurde er als Nachfolger von Henry Knowles Corlett 1962 Speaker of the House of Keys und damit Sprecher und Präsident des Unterhauses. Dieses Amt bekleidete er 28 Jahre lang bis 1990, woraufhin Victor Kneale seine Nachfolge antrat. Er gehörte außerdem von 1962 bis 1990 dem Beratenden Ausschuss (Consultative Committee) und dem Ausschuss für Geschäftsordnung (Committee on Standing Orders) als Mitglied an. Für seine Verdienste wurde er 1964 zum Officer des Order of the British Empire (OBE) ernannt. Des Weiteren war er als Vertreter des Tynwald von 1964 bis 1976 Mitglied des Verwaltungsrates (Court) der neu gegründeten Lancaster University sowie des Weiteren zwischen 1965 und 1990 des Court der University of Liverpool und in Personalunion von 1974 bis 1990 auch des Rates (Council) dieser Universität.
Kerruish wurde am 23. Oktober 1979 als Knight Bachelor (Kt) geadelt, so dass er fortan das Prädikat „Sir“ führte. Er fungierte zudem zwischen 1983 und 1990 als Vorsitzender des Ausschusses für öffentliche Finanzen (Committee on Public Accounts) des Tynwald und zudem von 1983 bis 1984 als Vorsitzender der Commonwealth Parliamentary Association (CPA), der Parlamentarischen Gesellschaft des Commonwealth of Nations, nachdem er zuvor zwischen 1982 und 1983 Vizepräsident der CPA war.
Nach seinem Ausscheiden aus dem House of Keys wurde Kerruish 1990 Mitglied des Gesetzgebenden Rates (Legislative Council), und damit des Oberhauses. Er gehörte diesem zehn Jahre lang bis 2000 an. Zugleich wurde er 1990 Präsident des Tynwald und bekleidete des Amt des Parlamentspräsidenten bis zu seiner Ablösung durch Noel Cringle 2000. Als Präsident des Tynwald war er außerdem von 1990 bis 2000 von Amts wegen Präsident des Legislative Council.
Henry Charles Kerruish war zwei Mal verheiratet. Aus seiner 1944 geschlossenen ersten Ehe mit Margareth Gell, die 1970 verstarb, gingen ein Sohn und drei Töchter hervor. 1975 heiratete er in zweiter Ehe Kay Warriner.

## Hintergrundliteratur
- Derek Winterbottom: Charles Kerruish. A political biography, Manx Heritage Foundation, 2002